# Paniegena suturalis
Paniegena suturalis is een keversoort uit de familie zwamkevers (Endomychidae). De wetenschappelijke naam van de soort werd in 1916 gepubliceerd door Karl Maria Heller.